# Скосаревка
Скосаревка (укр. Скосарівка) — село, относится к Николаевскому району Одесской области Украины.
Население по переписи 2001 года составляло 1007 человек. Почтовый индекс — 67024. Телефонный код — 8-04857. Занимает площадь 2,23 км². Код КОАТУУ — 5123583901.

## Местный совет
67024, Одесская обл., Николаевский р-н, с. Скосаревка, ул. Мира, 13а